# Bastian Schweinsteiger
Bastian Schweinsteiger (* 1. srpna 1984, Kolbermoor) je bývalý německý profesionální fotbalový záložník a bývalý reprezentant, naposledy působící v klubu Chicago Fire.
Mimo Německo ještě působil na klubové úrovni ve Velké Británii (Anglii) za Manchester United. Na kontě má více než 115 startů za německý národní tým.
Celkem 17 sezón strávil v bavorském klubu FC Bayern Mnichov, se kterým získal 8 bundesligových titulů, sedm titulů v Německém poháru, jeden titul v Lize mistrů 2012/13 a v téže sezóně vyhrál s Bayernem i Mistrovství světa ve fotbale klubů  V roce 2015 přestoupil do anglického klubu Manchester United.. Po necelých 2 letech odešel do Spojených států, kde se upsal Chicago Fire, v němž v říjnu 2019 ukončil fotbalovou kariéru.

## Klubová kariéra

### FC Bayern Mnichov
Do FC Bayern Mnichov přišel jako 14letý v roce 1998. První čtyři roky hrál v mládežnických a rezervních týmech, v roce 2002 vyhrál s Bayernem mistrovství Německa juniorů. Do A-týmu FC Bayern se dostal od sezóny 2002/03, debutoval 13. listopadu 2002 v předkole Ligy mistrů. První zápas v německé Bundeslize odehrál 7. prosince 2002. 27. dubna 2008 měl poprvé v dresu Bayern kapitánskou pásku.
Schweinsteiger ze začátku hrál na levém i pravém kraji zálohy, v sezóně 2009/10 hrál centrálního záložníka. Ve 28. kole německé Bundesligy 2012/13 6. dubna 2013 jedním gólem rozhodl utkání s Frankfurtem, což znamenalo zisk titulu pro Bayern již 6 kol před koncem soutěže. V tabulce druhý Dortmund v tomto kole ztratil naději mnichovský tým bodově předstihnout a jeho dvouleté kralování v Bundeslize bylo u konce.
19. září 2012 přispěl jedním gólem v základní skupině F Ligy mistrů 2012/13 k vítězství 2:1 nad španělskou Valencií. 7. listopadu 2012 vstřelil jeden gól francouzskému týmu Lille OSC a podílel se tak na jeho debaklu 6:1. V prvním zápase semifinále Ligy mistrů 2012/13 23. dubna 2013 byl u výhry 4:0 nad Barcelonou, která byla dosud suverénní. Bastian odehrál stejně jako jeho spoluhráči velmi dobré utkání. Bayern si zajistil výbornou pozici do odvety, kterou ovládl poměrem 3:0. Ve finále 25. května ve Wembley proti Borussii Dortmund nastoupil v základní sestavě, Bayern zvítězil 2:1 a získal nejprestižnější pohár v evropském fotbale. Ve finále DFB-Pokalu 1. června 2013 porazil Bayern se Schweinsteigerem v sestavě VfB Stuttgart 3:2 a získal tak treble (tzn. vyhrál dvě hlavní domácí soutěže plus titul v Lize mistrů resp. PMEZ) jako sedmý evropský klub v historii.
23. října 2013 vstřelil gól v domácím utkání Ligy mistrů 2013/14 Viktorii Plzeň, souboj německého mistra s českým vyzněl jednoznačně pro Bayern 5:0. V Lize mistrů 2013/14 skončila pouť Bayernu v semifinále proti Realu Madrid, Bastian ale mohl na konci sezony slavit obhajobu ligového titulu a vítězství v německém poháru.

### Manchester United

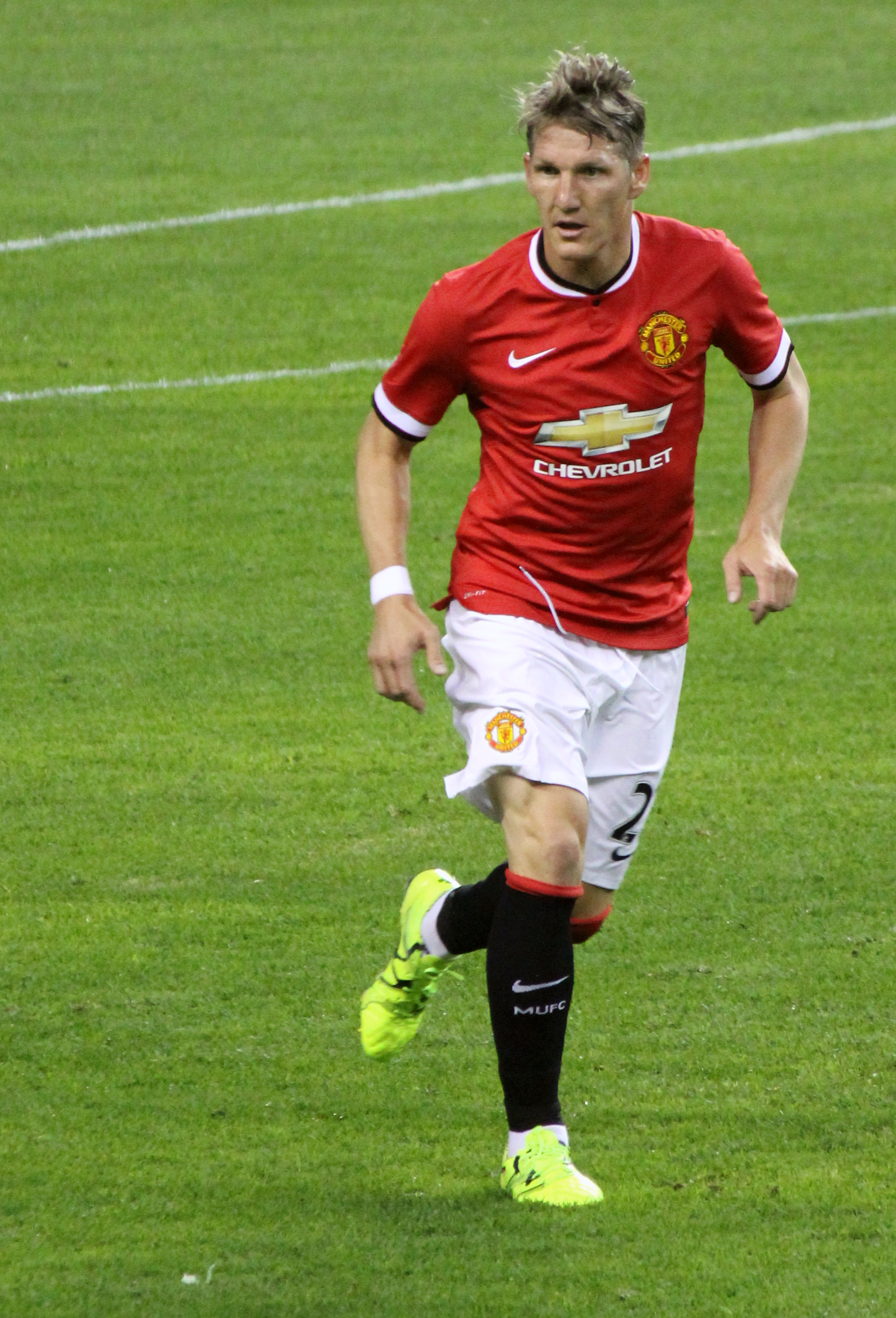
Schweinsteiger v dresu Manchester United v roce 2015

V červenci 2015 odešel po 17 letech v Bayernu na své první zahraniční angažmá do anglického klubu Manchester United. Stal se historicky prvním fotbalistou německé národnosti v A-týmu tohoto anglického klubu. Jeho debut v Premier League přišel v zápase proti Tottenhamu 8. srpna 2015, kdy odehrál 60 minut.
Po příchodu nového trenéra Josého Mourinha v roce 2016 byl odstaven z A-týmu a přeřazen k týmu pod 23 let. Do prvního týmu se vrátil na podzim roku 2016 a první zápas od března odehrál až na konci listopadu coby náhradník ve čtvrtfinálovém zápase EFL Cup proti West Hamu.

### Chicago Fire
21. března 2017 Manchester United umožnil Schweinsteigerovi jednání o přestupu do nového klubu. Přestup do Chicago Fire byl dokončen 29. března. První zápas za nový tým odehrál 1. dubna v domácím zápase proti Montreal Impact. V dubnu 2018 se dočkal prodloužení své smlouvy o další rok.

### Konec kariéry
8. října 2019 oznámil ukončení aktivní kariéry.

## Reprezentační kariéra
Schweinsteiger hrál první zápas za Německo v reprezentačním výběru do 21 let 17. února 2004.

### A-mužstvo
První zápas v A-týmu odehrál 6. června 2004.
Hrál za Německo na Mistrovství Evropy 2004 v Portugalsku (Němci vypadli v základní skupině) a na Mistrovství světa 2006 v Německu (zisk bronzové medaile). Na tomto turnaji vstřelil dva góly a byl u třetí německé branky (vlastní gól Portugalce Petita) v zápase o 3. místo, který Němci vyhráli 3:1. Schweinsteiger byl vyhlášen mužem zápasu.
Na Mistrovství Evropy 2008 v Rakousku a Švýcarsku nebyl Schweinsteiger v prvním zápase v základní jedenáctce. V druhém zápase proti Chorvatsku byl vyloučen a vynechal poslední zápas skupinové fáze. Ve čtvrtfinále hrál v základní sestavě. Vstřelil jednu branku a dokonce připravil góly pro Miroslava Klose a Michaela Ballacka. Německo prohrálo ve finále 0:1 se Španělskem.
Trenér reprezentace Joachim Löw ho nominoval na Mistrovství světa 2010 v Jihoafrické republice, kde Němci získali bronzové medaile, v souboji o třetí místo porazili Uruguay.
22. března 2013 nastoupil v kvalifikačním zápase v Astaně proti domácímu Kazachstánu, který skončil vítězstvím Německa 3:0. Schweinsteiger vstřelil první gól střetnutí.

#### Mistrovství světa 2014
Trenér Joachim Löw jej vzal na Mistrovství světa 2014 v Brazílii. Němci postoupili ze základní skupiny G se 7 body z prvního místa po výhře 4:0 s Portugalskem, remíze 2:2 s Ghanou a výhrou 1:0 s USA. S týmem získal zlaté medaile po finálové výhře 1:0 proti Argentině. Ve finále byl častým terčem argentinských ataků, utrpěl i krvavé zranění v obličeji.

#### EURO 2016
Trenér Joachim Löw jej zařadil do závěrečné 23členné nominace na EURO 2016 ve Francii. Němci získali na turnaji bronzové medaile, v semifinále je vyřadila domácí Francie po výsledku 0:2.

## Úspěchy

### Klubové
- Liga mistrů UEFA – vítěz 1×: 2012/13
- Německá fotbalová Bundesliga – vítěz 8×: 2002/03, 2004/05, 2005/06, 2007/08, 2009/10, 2012/13, 2013/14, 2014/15
- Německý pohár – vítěz 7×: 2002/03, 2004/05, 2005/06, 2007/08, 2009/10, 2012/13, 2013/14
- Mistrovství světa ve fotbale klubů – vítěz 1×: 2012/13

### Reprezentační
- 3. místo: Konfederační pohár FIFA 2005
- 3. místo: Mistrovství světa ve fotbale 2006
- 2. místo: Mistrovství Evropy ve fotbale 2008
- 3. místo: Mistrovství světa ve fotbale 2010
- 3. místo: Mistrovství Evropy ve fotbale 2012
- 1. místo: Mistrovství světa ve fotbale 2014

### Individuální
- Nejlepší jedenáctka podle ESM – 2012/13[28]

## Soukromý život
Starším bratrem je profesionální fotbalista Tobias Schweinsteiger, hrající za rezervní tým Bayernu Mnichov. V letech 2007–2014 byla jeho přítelkyní německá modelka Sarah Brandnerová, s níž žil v Mnichově.
V září 2014 navázal vztah se srbskou tenistkou Anou Ivanovićovou, kterou doprovázel na Australian Open 2015 či French Open 2015. Svatba páru proběhla 12. července 2016 v italských Benátkách. Do manželství se 18. března 2018 narodil v Chicagu syn Luka.
Schweinsteiger je římský katolík.